# Batman: Caped Crusader
Batman: el cruzado enmascarado (en inglés: Batman: Caped Crusader;) es una serie de televisión animada estadounidense de acción y suspenso basada en el personaje Batman de DC Comics. Creada y desarrollada por Bruce Timm, fue producida por Bad Robot Productions, Warner Bros. Animation y DC Entertainment quienes la vendieron al servicio de streaming Amazon Prime Video, que la estrenó el 1 de agosto de 2024 .
La serie ofrece una reinvención del personaje inspirada en los cómics de 1940 y el cine negro, centrándose en un joven Bruce Wayne durante las primeras etapas en su carrera de lucha contra el crimen en Gotham City. La serie tuvo una previsualización durante el Festival Internacional de Cine de Animación de Annecy. Originalmente estaba previsto su estreno en el canal Cartoon Network y la plataforma de streaming Max, pero debido a los recortes económicos en Warner Bros. se decidió venderla a Amazon Prime Video. Se ha confirmado el desarrollo de una segunda temporada, pero no se anunció su fecha de estreno.

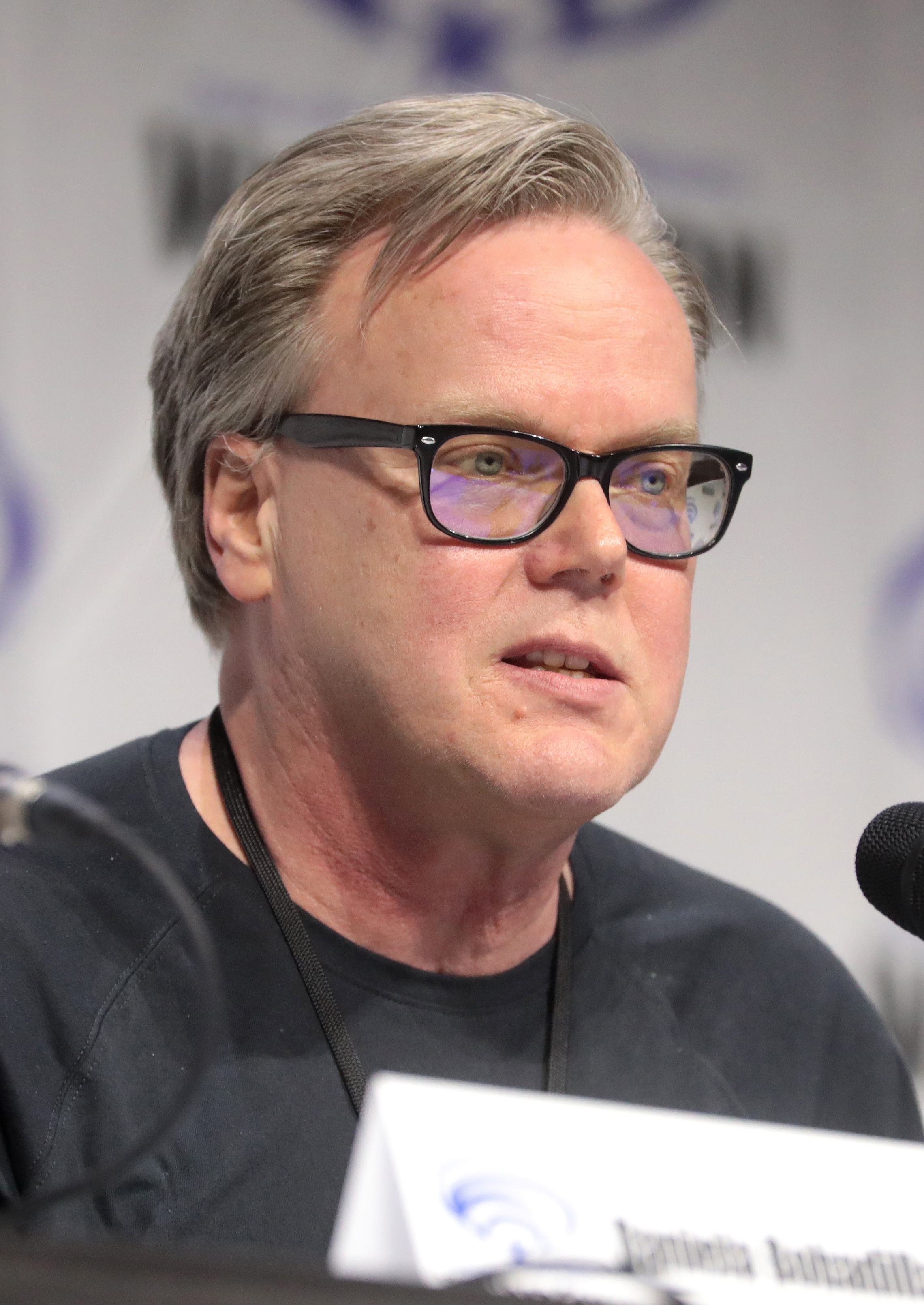
Bruce Timm, creador y diseñador de personajes de la serie.

## Argumento
Batman: Caped Crusader reimagina el mito de Batman con un enfoque en el aspecto detectivesco del personaje. Ambientado en una oscura Gotham City extraída de los cómics de 1940 y 1960, la serie presenta a un joven Bruce Wayne en los inicios de su carrera contra el crimen. Esta explora la rampante corrupción y crimen, incluyendo la corrupción policial y la guerra de pandillas. 

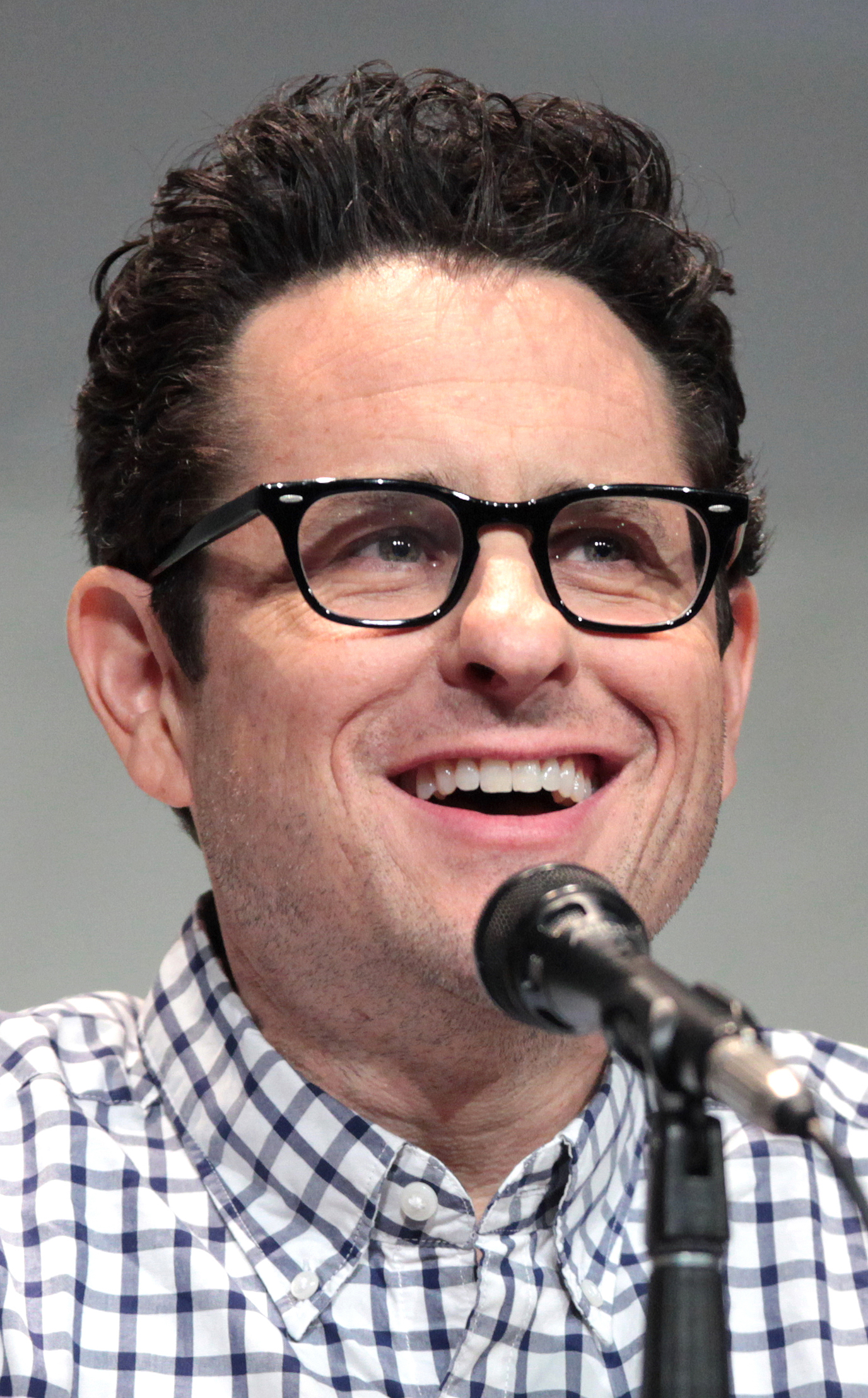
J. J. Abrams, productor ejecutivo de la serie.

A diferencia de adaptaciones anteriores, esta enfatiza en un tono sombrío y melancólico, con Batman en segundo plano, mientras otros personajes como Catwoman, Clayface, y aliados como Barbara Gordon asumen roles más destacados. La serie se destaca por su narración serializada, centrándose en casos episódicos de detectives que se construyen hasta una narrativa más amplia a lo largo de la temporada. El programa muestra una interpretación más realista y menos extravagante de sus personajes, al tiempo que integra nuevos y diversos giros en roles clásicos.

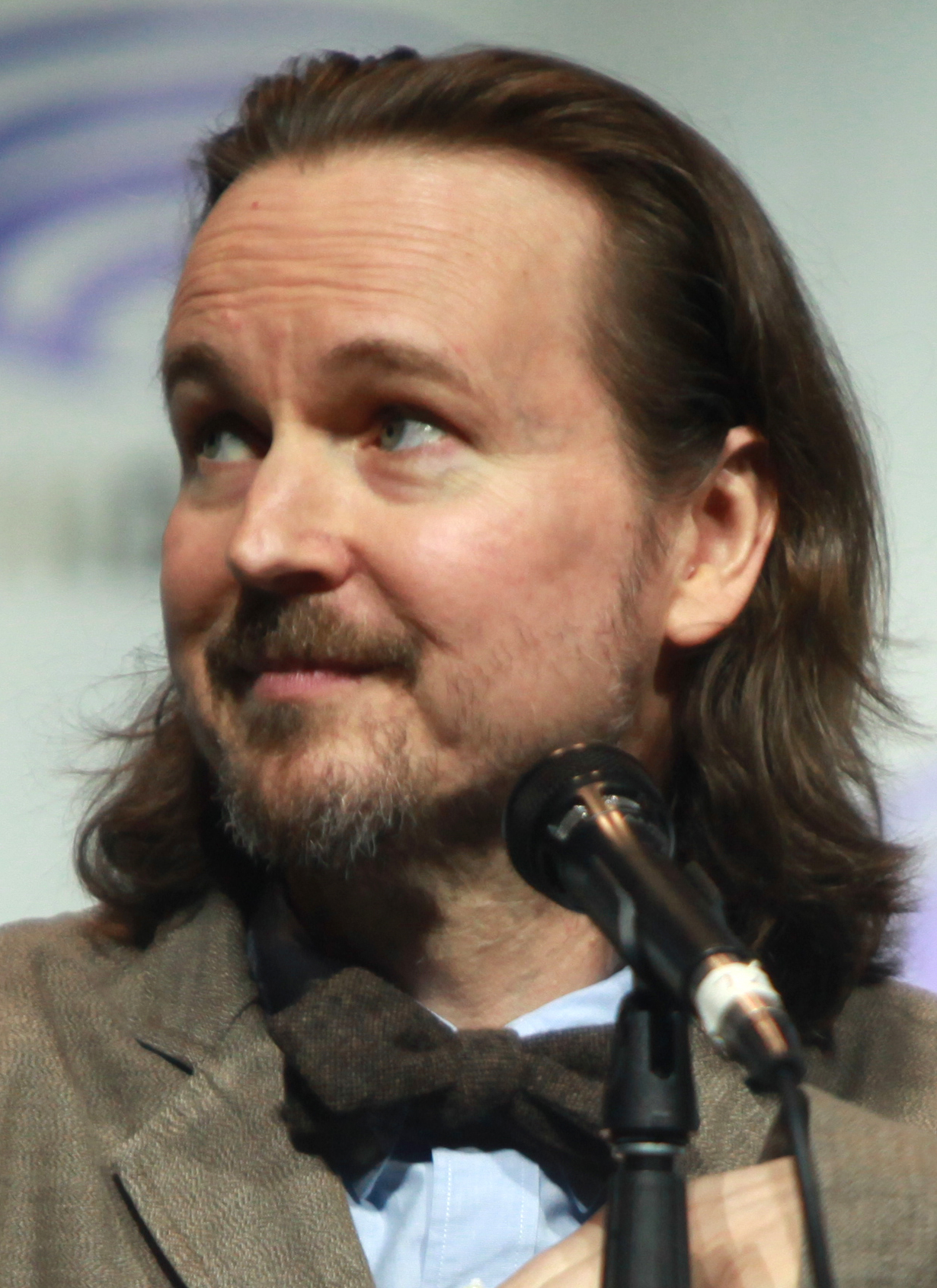
Matt Reeves, productor ejecutivo de la serie.

## Personajes
- Bruce Wayne/Batman: miembro de la alta sociedad con problemas, que trabaja como justiciero con temática de murciélago para luchar contra el crimen.
- Alfred Pennyworth: mayordomo  y asistente de Bruce; incansablemente leal.
- James 'Jim' Gordon: comisionado del Departamento de Policía de Ciudad Gótica y un aliado secreto de Batman.
- Barbara Gordon: hija de Jim Gordon y defensora pública cuyo tipo de moralidad tiende a chocar con la de su padre.
- Harvey Bullock: detective de policía corrupto.
- Arnold Flass: detective de policía corrupto y socio de Bullock.
- Renée Montoya: detective de policía incorruptible que tiene sus sospechas sobre Batman.

## Doblaje
El doblaje para Latinoamérica fue desarrollado por el estudio Macias Group con traducción y edición de Emiliano López Cervantes, con supervisión de Estefanía Lorean y dirección de Mafer Morales. La grabación es de Miguel Ángel Elizalde Astudillo con mezcla de Enrique Gutiérrez.
| Personaje          | Actor                 | Actor            | Actor |
| Personaje          | Doblaje inglés        | Doblaje español  |       |
| ------------------ | --------------------- | ---------------- | ----- |
| Bruce Wayne/Batman | Hamish Linklater      | Dafnis Fernández |       |
| Alfred Pennyworth  | Jason Watkins         | Salvador Delgado |       |
| James Gordon       | Eric Morgan Stuart    | Héctor Moreno    |       |
| Barbara Gordon     | Krystal Joy Brown     | Maggie Vera      |       |
| Harley Quinn       | Jamie Chung           | Adriana Núñez    |       |
| Pingüino           | Minnie Driver         | Yolanda Vidal    |       |
| Harvey Bullock     | John DiMaggio         | Jesús Cortés     |       |
| Arnold Flass       | Gary Anthony Williams | Héctor Estrada   |       |
| Renée Montoya      | Michelle C. Bonilla   | Adriana Casas    |       |

## Producción
El proyecto recibió la orden de convertirse en serie en mayo de 2021 con Bruce Timm, J. J.  Abrams y Matt Reeves como productores ejecutivos. Pero tras los problemas económicos de Warner se decidió archivar el proyecto.
La animación de la serie fue proporcionada por Studio IAM and Studio Grida. James Tucker regreso como diseñador de personajes. El diseño de personajes fue inspirado en el diseño mostrado en los cómics de 1930, con un diseño más estilizado para diferenciarlo de anteriores adaptaciones. La postproducción inicio en enero de 2024.

## Crítica
Sobre la serie el portal IGN comentó:«La primera temporada de Batman: Caped Crusader resucita el aspecto y la atmósfera de Batman: la serie animada, aunque a una escala menor y con sus propias versiones distintivas de personajes familiares»...«Hamish Linklater es un sucesor digno del fallecido Kevin Conroy: su Batman conciso y el Bruce Wayne bromista finalmente forman un equipo formidable con versiones reimaginadas (pero fundamentalmente iguales) del Comisionado Gordon, Barbara Gordon y Renee Montoya».

## Recepción
Batman: Caped Crusader tiene un índice de aprobación del 98% en Rotten Tomatoes , basado en cincuenta y cuatro críticas, con una calificación promedio de 7.6/10. El consenso de los críticos del sitio web dice: «Marcando el esperado regreso de Bruce Timm al mito de Batman, Caped Crusader es un regalo duro y retro para los fanáticos de las aventuras animadas anteriores del caballero de la noche».  En Metacritic, la serie recibió una puntuación de setenta y tres sobre cien basada en dieciséis críticos, lo que indica «críticas generalmente favorables».